# Evagjelia Veli
Evagjelia Veli (ur. 16 lipca 1991 roku w Fierze) – albańska sztangistka, uczestniczka igrzysk olimpijskich w Rio de Janeiro.

## Życiorys

### Mistrzostwa Europy
Wzięła udział w mistrzostwach Europy w 2015 roku. W końcowej klasyfikacji znalazła się na 5. miejscu.

### Igrzyska olimpijskie
Wzięła udział w igrzyskach olimpijskich w 2016 roku, rywalizując w wadze do 53 kg. W rwaniu osiągnęła wynik 75 kg, zaś w podrzucie 90 kg, co dało jej w sumie 165 kg. W końcowej klasyfikacji zajęła 8. miejsce.